# Bataille des Florida Mountains
Guerres apaches
Guerre de Sécession
Batailles
Combats dans l'Arizona confédéré
- Mesilla (1re)
- Tubac
- Cooke's Canyon
- Florida Mountains
- Gallinas Mountains
- Placito
- Pinos Altos
- Canada Alamosa
- Valverde
- Stanwix Station
- Picacho Pass
- Dragoon Springs (1re)
- Dragoon Springs (2e)
- Tucson
- Mesilla (2e)
- Apache Pass
- La Paz

- Point of Rocks (en)
- Wagon Mound (en)
- Combat de Bell (en)
- Cieneguilla (en)
- Ojo Caliente Canyon (en)

- Diablo Mountains (en)
- Expédition d'Antelope Hills (en)
- Little Robe Creek (en)
- 1re Adobe Walls

- Cooke's Spring (en)
- Expédition de Bonneville (en)
- Madera Canyon (en)
- Mimbres River (en)
- Affaire Bascom
- Tubac
- Cooke's Canyon
- Florida Mountains
- Gallinas Mountains
- Placito
- Pinos Altos
- 1re Dragoon Springs
- 2e Dragoon Springs
- Apache Pass
- Big Bug
- Mowry (en)
- Mount Gray
- Doubtful Canyon
- Fort Buchanan

- Pipe Spring

- Camp Grant
- Wickenburg
- Burro Canyon
- Tonto Basin
- Salt River Canyon
- Turret Peak (en)
- Sunset Pass (en)

- Yellow House Canyon (en)

- Ojo Caliente
- Las Animas Canyon
- Hembrillo Basin (en)
- Alma (en)
- Fort Tularosa (en)
- Carrizo Canyon (en)

- Cibecue Creek
- Fort Apache (en)
- McMillenville (en)
- Big Dry Wash
- Lordsburg Road
- Devil's Creek (en)
- Little Dry Creek (en)
- Nacori Chico
- Bear Valley (en)
- Pinito Mountains

- Kelvin Grade (en)
- Cherry Creek (en)
- Guadalupe Canyon (en)

La bataille des Florida Mountains est une action des guerres apaches. Les forces impliquées sont des guerriers apaches Chiricahua et la milice des États confédérés montée. La bataille s'est déroulée dans un col des Florida Montains (en) dans l'Arizona confédéré, de la région du sud-ouest du Nouveau-Mexique. La date exacte de l'engagement est inconnu.

## Contexte
Mangas Coloradas, chef des Apaches de la rivière Gila, ont combattu les soldats confédérés partout en Arizona pendant la période de rébellion. Les gardes de l'Arizona, une force de la milice confédérée, recrutés dans l'Arizona traditionnel (en), prennent part aux actions pratiquement immédiatement après leur entrée en service le 1er août 1861.
Début août, un groupe d'habitants de l'Arizona connu comme le « Ake Party » partent de la région de Tucson vers la rive ouest du Rio Grande, près de Mesilla. La plupart d'entre eux a quitté la ville de Tubac après le siège de leur ancien presidio.
À la mi-août, ils sont pratiquement arrivés au fleuve lorsqu'ils sont pris en embuscade par un groupe de guerriers apaches. Cet engagement est connu comme la bataille de Cooke's Canyon. Les bruits de la bataille et du pillage de plusieurs centaines de têtes de bétail aboutit à l'implication des gardes de l'Arizona dans cette campagne apache.

## Bataille
Dès que Thomas J. Mastin (en), le capitaine des gardes de l'Arizona, reçoit l'appel de détresse du groupe d'Ake, il réalise qu'une poursuite nocturne aboutirait à une embuscade contre les poursuivants. Le capitaine Mastin ordonne que la poursuite commence le lendemain matin. Mastin ne se dirige pas toutefois vers Cooke's Canyon, ayant eu une intuition quant à l'endroit où les Apaches sont partis avec les biens volés. Au lieu de cela, il ordonne à la milice de passer par les cols des Florida Mountains, à proximité de la frontière mexicaine. Mastin sait que les Apaches ne peuvent pas aller très vite avec le bétail volé.
Le capitaine et trente-cinq de ses hommes arrivent au pied de la montagne tôt le lendemain. Là, ils s'installent dans les contreforts et attendent les Apaches en fuite. L'intuition de Mastin est payante. Les gardes de l'Arizona occupent leur nouveau poste dans les Florida Mountains pendant un court instant lorsque leurs piquets signalent l'approche des guerriers amérindiens.
Les soldats de l'Arizona chargent les Apaches lorsqu'ils entrent dans le col, et un combat s'ensuit. Les Apaches sont mis en fuite et une grande partie du bétail est reprise. Huit Apaches sont tués, sans perte pour les forces de la Confédération.
Les gardes de l'Arizona poursuivent les Apaches sur le retour vers Cooke's Canyon, où ils tentent de se regrouper. Une petite escarmouche est livrée sans victime des deux côtés. Les Apaches se retirent vers leurs bastions habituels dans le nord du Mexique.

## Conséquences
Le gouverneur John R. Baylor entend parler de la victoire de la garde de l'Arizona dans les Florida Montains, bien que le succès soit éclipsé par deux défaites face à des Apaches Mescalero dans les dix jours qui suivent la bataille des Florida Mountains. Ces engagements se déroulent dans et près de fort Davis au Texas, aussi les hommes de Baylor ne sont pas impliqués dans les combats. Le capitaine Mastin continuera à mener les gardes de l'Arizona lors de la victoire à la bataille de Pinos Altos, où il sera blessé mortellement.